# Kai Handel
Kai Christian Handel (* 5. März 1966 in Neustadt an der Weinstraße) ist ein deutscher Wissenschaftsmanager.

## Leben
Handel studierte Physik, Philosophie und Geschichte der Naturwissenschaften an der Albert-Ludwigs-Universität Freiburg mit Abschluss als Diplom-Physiker. 1999 wurde er an der Fakultät für Elektrotechnik und Informationstechnik der RWTH Aachen mit einer Arbeit über Halbleiterforschung und -entwicklung zum Dr. rer. nat. promoviert. An der Hochschule Osnabrück absolvierte er ein berufsbegleitendes, postgraduales Studium zum Hochschul- und Wissenschaftsmanager (MBA).
Von 2001 bis 2004 war er Geschäftsführer der Landeshochschulkonferenz Niedersachsen. Er beschäftigte sich dort insbesondere mit Dienstrecht, Reform der Professorenbesoldung, Zielvereinbarungen zwischen Land und Hochschulen und Novellierung des Hochschulgesetzes. Er war anschließend für das Centrum für Hochschulentwicklung CHE mit den Schwerpunkten Besoldungsordnung W, der Reform der Kapazitätsverordnung und Zielvereinbarungen tätig. 
Kai Handel setzte sich im April 2005 bei Wahl und Bestätigung durch Hochschulrat und Senat der HTWG gegen 40 Mitbewerber durch und wurde zum neuen Präsidenten der Hochschule Konstanz Technik, Wirtschaft und Gestaltung (HTWG) gewählt. Er trat am 1. Juni 2006 die Nachfolge von Olaf Harder an. Bei der Neuwahl 2014 unterlag er seinem Gegenkandidaten Carsten Manz, an den er das Amt zum 15. April 2014 übergab.
Seit April 2014 übte Kai Handel das Amt eines hauptberuflichen Vizepräsidenten an der Hochschule Osnabrück aus. Aus diesem Amt wurde er im Frühjahr 2021 kurz nach dem Antritt seiner zweiten Amtszeit entlassen.

## Schriften
- Kommunikation in Geschichte und Gegenwart, Georg-Agricola-Gesellschaft Freiburg 2002, ISBN  3-931730-08-5
- Modellentwicklung für die W-Besoldung am Beispiel der Universität Bremen, CHE 2004, o. ISBN, zusammen mit Nina Arnhold
- Teaching-Points als Maßstab für die Lehrverpflichtung und Lehrplanung, CHE 2005, ISBN 3-939589-22-5, zusammen mit Yorck Hener, Ludwig Voegelin
- Die Umsetzung der Professorenbesoldungsreform in den Bundesländern, CHE 2005, 2. Auflage, ISBN 3-939589-20-9 (online; PDF; 954 kB)